# Руда (Каменка-Бугская городская община)
Руда (укр. Руда) — село в Каменка-Бугской городской общине Львовского района Львовской области Украины.
Население по переписи 2001 года составляло 315 человек. Занимает площадь 12,9 км². Почтовый индекс — 80422. Телефонный код — 3254.